# Acronicta caesarea
Acronicta caesarea is een vlinder uit de familie van de uilen (Noctuidae). De wetenschappelijke naam van de soort is voor het eerst geldig gepubliceerd in 1905 door John Bernhardt Smith.